# Альшожольца
Альшожольца (венг. Alsózsolca) — город на северо-востоке Венгрии в медье Боршод-Абауй-Земплен ( в некоторых дореволюционных русскоязычных источниках описывается как Альшо-Зольца, Зольц-Альшо или Зольц-Фельшо). Расположен в двенадцати километрах от столицы медье — города Мишкольца. Население — 6190 человек (2001).
Население: в 2001 году — 6190 человек; в 2009 году — 6044 человека; в 2010 году (на 1 января) — 5976 человек.

## Города-побратимы

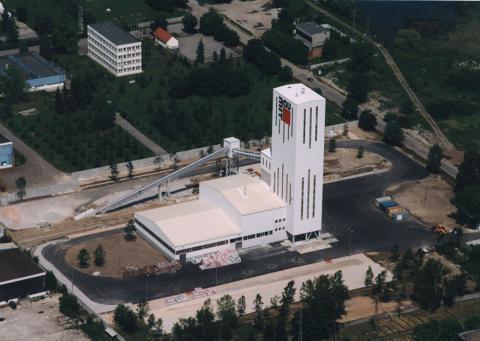
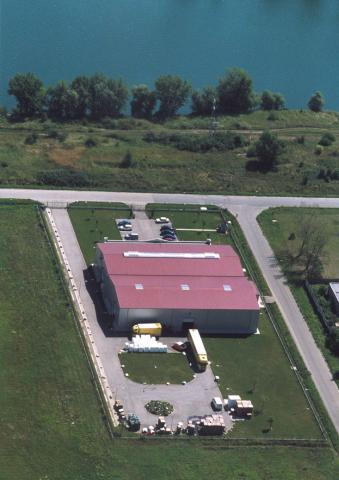
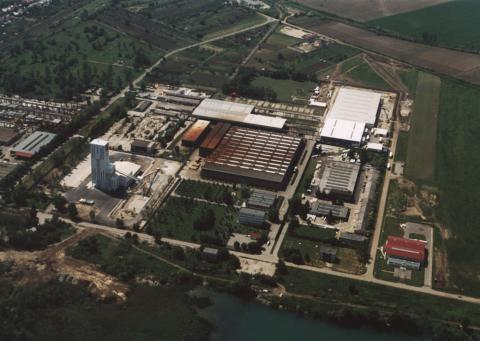

## Население
| Год  | Численность | Численность |
| ---- | ----------- | ----------- |
| 2013 | 5768        | [ 5 ]       |
| 2014 | 5744        | [ 6 ]       |
| 2015 | 5683        | [ 7 ]       |
| 2021 | 5553        | [ 8 ]       |
| 2022 | 5594        | [ 9 ]       |
| 2023 | 5590        | [ 10 ]      |
| 2024 | 5502        | [ 1 ]       |